# Cibotium cumingii
Cibotium cumingii är en ormbunkeart som beskrevs av Kze. Cibotium cumingii ingår i släktet Cibotium och familjen Cibotiaceae. Inga underarter finns listade.

## Bildgalleri

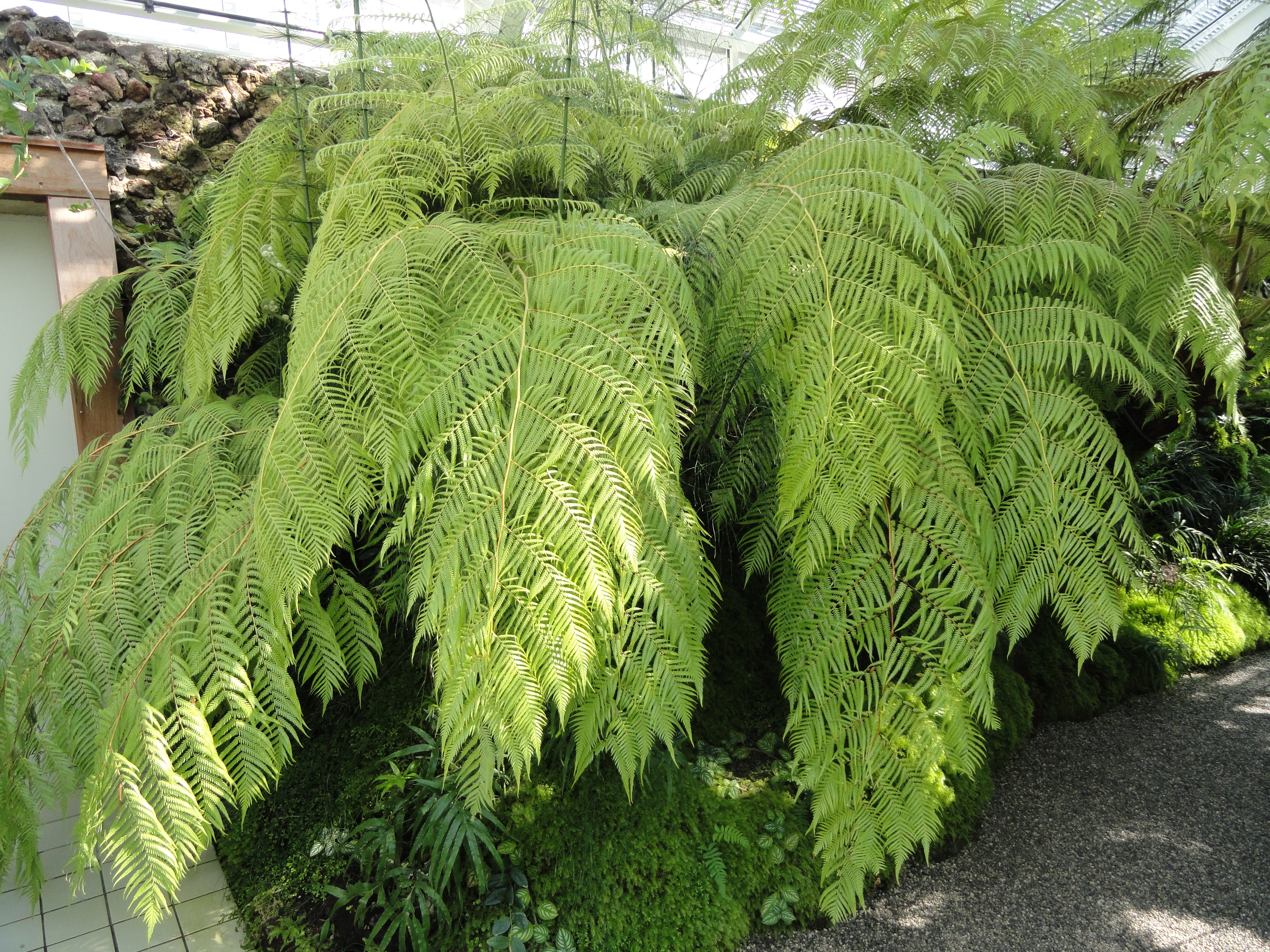